# Mare de Déu del Roser de Lles
La Mare de Déu del Roser de Lles és una església del municipi de Lles de Cerdanya (Cerdanya) protegida com a bé cultural d'interès local.

## Descripció
És un edifici de planta rectangular d'una sola nau coberta amb volta de canó i teulada a dues aigües. Al mur est hi ha un cos afegit que correspon a la sagristia. Al mur de migjorn està situada la porta, d'arc de mig punt, adovellada, i un rosetó també adovellat. L'absis, orientat a NE, és de forma pentagonal.
El campanar és petit i d'espadanya amb un únic ull. A l'interior, les parets són enguixades i pintades. L'aparell constructiu és de pedra irregular, algunes de les quals estan més ben tallades.
A l'interior es conserva una creu de pedra provinent de l'església dels Àngels de la Llosa. Es tracta d'una creu grega amb el Crist en Majestat esculpit. Aquesta imatge té un aspecte arcaic, amb un cap molt gros i uns braços molt llargs.